# Tabanus bilorus
Tabanus bilorus är en tvåvingeart som beskrevs av H. Oldroyd 1963. Tabanus bilorus ingår i släktet Tabanus och familjen bromsar.
Artens utbredningsområde är Madagaskar. Inga underarter finns listade i Catalogue of Life.